# The Promise of a New Day
The Promise of a New Day ist ein Pop-/R&B-Song von Peter Lord und V. Jeffrey Smith, die es mit der US-amerikanischen Pop- und R&B-Sängerin und Tänzerin Paula Abdul produzierten. Das Lied wurde im Juli 1991 als zweite Single von Abduls zweiten Studioalbum Spellbound veröffentlicht.

## Hintergrund
Die Single wurde am 14. September 1991 ein Nummer-eins-Hit in den Billboard Hot 100 und in Kanada. Damit wurde es Abduls sechster Nummer-eins-Hit nacheinander in den Billboard Hot 100, was zuvor nur den Beatles, den Bee Gees und Whitney Houston gelungen war. Er ist ihr bis heute letzter Nummer-eins-Hit, da Abduls kommerzieller Erfolg mit der nächsten veröffentlichten Single Blowing Kisses in the Wind rapide abnahm. Die Singleversion des Liedes ist 4:17 Minuten, die Albumversion 4:32 Minuten lang.

## Musikvideo
Das Musikvideo wurde mithilfe des Greenscreen-Verfahrens in Hawaii gedreht.

## Chartplatzierungen
| ChartsChartplatzierungen       | Höchstplatzierung | Wochen |
| ------------------------------ | ----------------- | ------ |
| Deutschland (GfK)              | 86 (5 Wo.)        | 5      |
| Vereinigte Staaten (Billboard) | 1 (16 Wo.)        | 16     |
| Vereinigtes Königreich (OCC)   | 52 (2 Wo.)        | 2      |

| ChartsJahrescharts (1991)      | Platzierung |
| ------------------------------ | ----------- |
| Vereinigte Staaten (Billboard) | 41          |

## Coverversionen
Das Lied wurde von der Amerikanischen Band Mirror Ball Associates gecovert.